# Desa Poko (administrativ by i Indonesien, lat -7,94, long 111,40)
Desa Poko är en administrativ by i Indonesien.   Den ligger i provinsen Jawa Timur, i den västra delen av landet, 500 km öster om huvudstaden Jakarta.